# Astronomija u 1806.
◄◄ | ◄ | 1803. | 1804. | 1805. | 1806.  | 1807. | 1808. | 1809. | ► | ►►
Arhitektura • Astronomija • Biologija • Glazba • Kazalište • Kemija • Kiparstvo • Knjige • Književnost • Kršćanstvo • Meteorologija • Medicina • Politika • Pravo • Promet • Slikarstvo • Šport • Znanost
Astronomija u 1806.

## Svijet

### Otkrića
- Carl Friedrich Gauss i Friedrich Bessel više su puta pokušali izračunati konačnu orbitu Bielina kometa nakon njegove pojave 1805. godine. Gauss i Heinrich Wilhelm Olbers uočili su sličnost između kometa iz 1805. i 1772. ali nisu bili u mogućnosti dokazati povezanost.[1]

## Vanjske poveznice
|  | Zajednički poslužitelj ima još gradiva o temi Astronomija u 1806. |